# Жуланов, Юрий Юрьевич
Юрий Юрьевич Жуланов (род. 21 января 1999; с. Шалап, Целинный район, Алтайский край, Россия) — российский военнослужащий, старший лейтенант, командир стрелкового взвода 3-й роты 37-й отдельной гвардейской мотострелковой бригады. Участник Вторжения России на Украину, Герой Российской Федерации (2023).

## Биография
Юрий родился в многодетной семье села Шалап Целинного района Алтайского края Российской Федерации.
После окончания 9-и классов в шалапской сельской школе, продолжил обучение в общеобразовательной средней школе № 1 райцентра Целинное. В школьные годы помимо учёбы Жуланов активно занимался различными видами спорта: лыжи, биатлон, тяжёлая атлетика.
После окончания 11-и классов школы проходил срочную службу мотострелком в Приморском крае, а в 2017 году остался служить в рядах Вооружённых сил Российской Федерации по контракту.
С марта 2022 года в составе 37-й отдельной гвардейской мотострелковой бригады участвует во вторжении России на Украину. Неоднократно был ранен на поле боя.
Народный художник СССР и академик РАХ Александр Максович Шилов написал портрет Герою России.

## Звания и награды
- Герой Российской Федерации[3][4][5][6].
- Орден Мужества
- Медаль «За отвагу»